# Cerca entre Israel e Síria
A cerca entre Israel e Síria é uma barreira que Israel construiu ao longo da fronteira com a Síria. Em janeiro de 2013, o primeiro-ministro de Israel, Benjamin Netanyahu, anunciou melhorias semelhantes à cerca de segurança de 230 quilômetros que foi erguida na fronteira com o Egito.
A cerca de segurança é para evitar a infiltração de terroristas do território sírio para Israel. As melhorias foram anunciadas após dos acontecimentos da Guerra Civil Síria, onde já morreram mais de 70.000 pessoas.
Cerca de 10 quilômetros da cerca ja foram melhorados.

## Ver Também
- Israel